# Heumarktkaserne

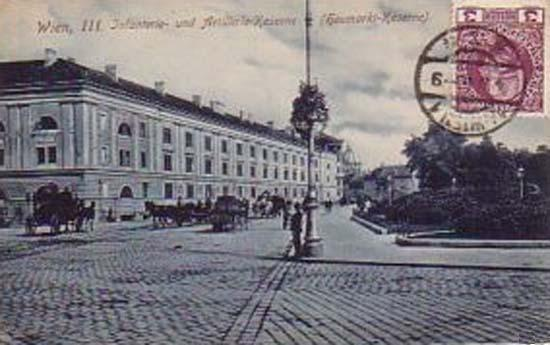
Heumarktkaserne um 1904

Die Heumarktkaserne befand sich Am Heumarkt, Ecke Schwarzenbergplatz, im 3. Wiener Gemeindebezirk Landstraße.
Sie wurde 1774 als Reiterkaserne fertiggestellt und nach dem Ankauf von Nachbargrundstücken 1783 in eine Fuhrwerkskaserne umgebaut. 1841 bis 1844 wurde die Kaserne als Kaiser-Ferdinand-Infanteriekaserne neu gebaut (sie wies zum Heumarkt 27–39 35 Fensterachsen auf). Im Rahmen der Kasernentransaktion wurde sie am 6. Februar 1909 von der Gemeinde Wien übernommen und 1910 abgerissen. Als Ersatz wurde für die k.u.k. Armee die wesentlich kleinere „Marokkanerkaserne“ errichtet, der Rest des Grundstücks mit Wohnblöcken verbaut.
Die auf einem 29.455 Quadratmeter großen Grundstück (verbaute Fläche: 11.872 Quadratmeter) errichtete Kaserne bot einem Stab und drei Infanterie-Bataillonen eines Infanterie-Regiments, einem Jäger-Bataillon, einem Stab und vier Batterien eines Divisions-Artillerie-Regiments sowie dem Garnisonsgericht und dem Garnisons-Arrest (Sektion II) Platz.
An die Kaserne bzw. deren Strohspeicher erinnert seit 1862 die Strohgasse.